# Großsteingrab Forstort Wendel
Das Großsteingrab Forstort Wendel war eine megalithische Grabanlage der jungsteinzeitlichen Trichterbecherkultur beim Forstort Wendel bei Kirchtimke im Landkreis Rotenburg (Wümme) (Niedersachsen). Es wurde im ausgehenden 19. Jahrhundert zerstört. Zum Grab selbst liegt keine Beschreibung vor. Bei seiner Abtragung wurden die Reste eines in sitzender, hockender Haltung befindlichen menschlichen Skeletts sowie ein Feuerstein-Messer gefunden. Letzteres wurde geborgen, sein Verbleib ist aber unbekannt.